# Сан-Матиаш (Низа)
Сан-Матиаш (порт. São Matias) — район (фрегезия) в Португалии, входит в округ Порталегре. Является составной частью муниципалитета Низа. По старому административному делению входил в провинцию Алту-Алентежу. Входит в экономико-статистический субрегион Алту-Алентежу, который входит в Алентежу. Население составляет 447 человек на 2001 год. Занимает площадь 54,48 км².